# Партита
Партита (итал. partita, дословно — «разделённая на части») — форма музыкального произведения.
- род органных вариаций на хоральную мелодию в музыке XVII—XVIII веков.[1] Этот термин использовали для названия своих произведений Иоганн Себастьян Бах и Джироламо Фрескобальди.
- разновидность сюиты или концертная сюита — циклическая форма, состоящая из пяти и более частей[2]. Отличие от сюиты заключается в наличии прелюдийной части перед аллемандой (фантазией), а также в появлении так называемых «вставных» частей цикла: гавот, полонез, бурре, менуэт, бурлеска[a], скерцо, ария и т. д., призванных смягчить темповый контраст между основными частями сюиты, составляющими «каркас» цикла: аллеманда, куранта, сарабанда и жига[3]. Количество, порядок и жанровая основа «вставных» номеров не стабильны и могут варьироваться.

Образец аудио

  Информация о файле
  

Партиты могли быть написаны для различных составов. Например, в творчестве И. С. Баха встречаются партиты для инструмента-соло (флейтовые, клавирные, скрипичные партиты) и хоральные партиты.